# Ronde van Lombardije 1988
De Ronde van Lombardije 1988 was de 82e editie van deze eendaagse Italiaanse wielerwedstrijd die werd verreden op zaterdag 15 oktober 1988. Het parcours leidde van Como naar Milaan en ging over een afstand van 260 kilometer. 
De Fransman Charly Mottet ontsnapte tijdens de beklimming van de Valico di Valcava op iets meer dan 100 kilometer van de aankomst. De 25-jarige tijdritspecialist finishte, na een solo van bijna drie uur door de Povlakte, met ruim anderhalve minuut voorsprong op de Italiaan Gianni Bugno.

## Uitslag
| Ronde van Lombardije 1988 |                          |                        |          |
| Plaats                    | Naam                     | Ploeg                  | Tijd     |
| Winnaar                   | Charly Mottet            | Système U              | 6u49'05" |
| 2                         | Gianni Bugno             | Chateau d'Ax           | + 1'40"  |
| 3                         | Marino Lejarreta         | Caja Rural-Paternina   | + 1'45"  |
| 4                         | Luc Roosen               | Roland                 | + 3'30"  |
| 5                         | Tony Rominger            | Château d'Ax           | z.t.     |
| 6                         | Luca Rota                | Del Tongo-Colnago      | z.t.     |
| 7                         | Gianbattista Baronchelli | Del Tongo-Colnago      | z.t.     |
| 8                         | Davide Cassani           | Gewiss-Bianchi         | z.t.     |
| 9                         | Claudio Chiappucci       | Carrera Jeans-Vagabond | + 8'38"  |
| 10                        | Martial Gayant           | Toshiba                | + z.t.   |
|                           |                          |                        |          |
| 17                        | Patrick Tolhoek          | Roland                 | + 10'43" |

1905 · 1906 · 1907 · 1908 · 1909 · 1910 · 1911 · 1912 · 1913 · 1914 · 1915 · 1916 · 1917 · 1918 · 1919 · 1920 · 1921 · 1922 · 1923 · 1924 · 1925 · 1926 · 1927 · 1928 · 1929 · 1930 · 1931 · 1932 · 1933 · 1934 · 1935 · 1936 · 1937 · 1938 · 1939 · 1940 · 1941 · 1942 · 1943 · 1944 · 1945 · 1946 · 1947 · 1948 · 1949 · 1950 · 1951 · 1952 · 1953 · 1954 · 1955 · 1956 · 1957 · 1958 · 1959 · 1960 · 1961 · 1962 · 1963 · 1964 · 1965 · 1966 · 1967 · 1968 · 1969 · 1970 · 1971 · 1972 · 1973 · 1974 · 1975 · 1976 · 1977 · 1978 · 1979 · 1980 · 1981 · 1982 · 1983 · 1984 · 1985 · 1986 · 1987 · 1988 · 1989 · 1990 · 1991 · 1992 · 1993 · 1994 · 1995 · 1996 · 1997 · 1998 · 1999 · 2000 · 2001 · 2002 · 2003 · 2004 · 2005 · 2006 · 2007 · 2008 · 2009 · 2010 · 2011 · 2012 · 2013 · 2014 · 2015 · 2016 · 2017 · 2018 · 2019 · 2020 · 2021 · 2022 · 2023 · 2024 · 2025